# Elizabeth Taylor
Elizabeth Rosemond Taylor (n. 27 februarie 1932, Greater London, Anglia, Regatul Unit – d. 23 martie 2011, Los Angeles, California, SUA) a fost o actriță americană de film. Este considerată „ultimul star al Hollywoodului de altădată”. A fost distinsă cu 
Premiul Oscar de două ori și a primit de la American Film Institute Premiul pentru întreaga carieră.

## Biografie
Elizabeth Rosemond Taylor s-a născut la 27 februarie 1932 la Heathwood, casa familiei ei fiind pe Wildwood Road, 8 din Hampstead Garden Suburb, Londra. Ea a primit cetățenia dublă, britanică-americană la naștere, deoarece părinții ei, comerciantul de artă Francis Lenn Taylor (1897-1968) și actrita Sara Sothern (născută în Sara Viola Warmbrodt, 1895-1994) au fost cetățeni ai Statelor Unite, originari din Orașul Arkansas, Kansas. A optat pentru păstrarea cetățeniei americane în 1977, în timpul campaniei pentru senat a lui John Warner – soțul său din acel moment – spunând că intenționează să rămână în America pentru tot restul vieții. S-au mutat la Londra în 1929 și au deschis o galerie de artă pe strada Bond; primul lor copil, un fiu numit Howard, s-a născut în același an.
Familia a dus o viață privilegiată în Londra în timpul copilăriei lui Taylor. Cercul lor social a inclus artiști precum Augustus John și Laura Knight și politicieni precum colonelul Victor Cazalet. Cazalet a fost nașul neoficial al lui Taylor și o influență importantă în viața ei timpurie. Ea a fost înscrisă la Byron House, o școală Montessori din Highgate, și a fost crescută în conformitate cu învățăturile științei creștine, religia mamei sale și a lui Cazalet.

## Filmografie

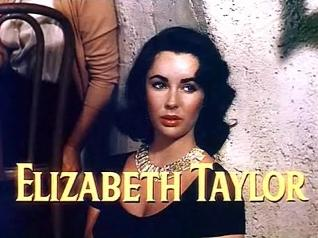
Elizabeth Taylor în The Last Time I Saw Paris (1954)

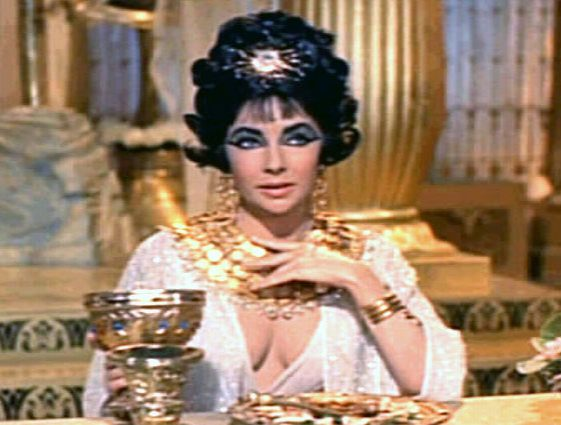
Elizabeth Taylor în Cleopatra (1963)

- There's One Born Every Minute (1942)
- Lassie Come Home (1943)
- Jane Eyre  (1944)
- The White Cliffs of Dover (1944)
- National Velvet (1944)
- Courage of Lassie (1946)
- Life with Father (1947)
- Cynthia (1947)
- A Date with Judy (1948)
- Julia Misbehaves (1948)
- Little Women (1949)
- Conspirator (1949)
- The Big Hangover (1950)
- Tatăl miresei (1950)
- Quo Vadis? (1951)
- Father's Little Dividend (1951)
- A Place in the Sun (Un loc sub soare, 1951)
- Callaway Went Thataway (1951)
- Love Is Better Than Ever (1952)
- Ivanhoe (1952)
- The Girl Who Had Everything (1953)
- Rhapsody (1954)
- Elephant Walk (1954)
- Beau Brummell (1954)
- The Last Time I Saw Paris (1954)
- Screen Snapshots: Hollywood, City of Stars (1956)
- Giant (1956)
- Operation Raintree (1957)
- Raintree County (1957)
- Cat on a Hot Tin Roof (Pisica pe acoperișul încins) (1958)
- Premier Khrushchev in the USA (1959) (documentar)
- Suddenly, Last Summer (1959)
- Scent of Mystery (1960)
- Butterfield 8 (1960)
- Lykke og krone (1962) (documentar)
- Cleopatra  (1963)
- The V.I.P.s (1963)
- On the Trail of the Iguana (1964)
- The Big Sur (1965)
- The Sandpiper (1965)
- Who's Afraid of Virginia Woolf? (Cui i-e frică de Virginia Woolf) (1966)
- The Comedians in Africa (1967)
- The Taming of the Shrew (1967)
- Doctor Faustus (1967)
- Reflections in a Golden Eye (1967)
- The Comedians (1967)
- On Location: 'Where Eagles Dare' (1968)
- Boom (1968)
- Around the World of Mike Todd (1968) (documentar)
- Secret Ceremony (1968)
- Anne of the Thousand Days (1969)
- The Only Game in Town (1970)
- Zee and Co. (1972)
- Under Milk Wood (1972)
- Hammersmith Is Out (1972)
- Night Watch (1973)
- Ash Wednesday (1973)
- Just One More Time (1974)
- The Driver's Seat (1974)
- That's Entertainment! (1974)
- Pasărea albastră (The Blue Bird) (1976)
- A Little Night Music (1977)
- Winter Kills (1979)
- The Mirror Crack’d (1980)
- Genocide (1981) (documentar)
- Young Toscanini (1988)
- The Flintstones (1994)
- Get Bruce (1999) (documentar)
- These Old Broads (2001)